# Xanthorhoe lutescens
Xanthorhoe lutescens är en fjärilsart som beskrevs av Wagner 1926. Xanthorhoe lutescens ingår i släktet Xanthorhoe och familjen mätare. Inga underarter finns listade i Catalogue of Life.